# Ahmad Suwajdani
Ahmad Suwajdani (arab. أحمد سويداني, Aḥmad Suwaydānī; ur. 1932 w regionie Hawran, zm. 1994) – syryjski wojskowy związany z partią Baas, szef sztabu armii syryjskiej w latach 1966–1968.

## Życiorys
Był sunnitą, pochodził z Hauranu. Ukończył studia w Akademii Wojskowej w Hims. Należał do Komitetu Wojskowego partii Baas, współorganizował zamach stanu 8 marca 1963, po którym przejęła ona władzę w Syrii. Po tymże przewrocie stanął na czele syryjskiego wywiadu wojskowego, wszedł także do Przywództwa Regionalnego partii Baas. Sympatyzował z partyjną frakcją radykałów (regionalistów) i jej głównym ideologiem gen. Salahem Dżadidem.
Wspólnie z Hafizem al-Asadem, ówcześnie głównodowodzącym syryjskich sił powietrznych, bez konsultacji z ówczesnym rządem Syrii pomagał w rozwijaniu palestyńskiej organizacji Fatah, wielokrotnie spotykał się z Jasirem Arafatem i Salahem Chalafem. W 1965 Suwajdani został kierownikiem sekcji sztabu generalnego ds. oficerów, zajmując miejsce Salaha Dżadida, który odszedł z wojska, by móc objąć stanowisko zastępcy sekretarza generalnego Przywództwa Regionalnego partii Baas. Poparł Dżadida i radykałów również w czasie zamachu stanu 23 lutego 1966, po którym odsunęli oni od władzy bardziej umiarkowaną frakcję w partii Baas. Suwajdani został w tym samym roku szefem sztabu armii syryjskiej, co również zawdzięczał Dżadidowi, który po przewrocie objął faktyczną władzę w Syrii.
Pół roku po przegranej Syrii w wojnie sześciodniowej, 15 lutego 1968, Suwajdani został pozbawiony pełnionego stanowiska, do czego dążył przez kilka miesięcy minister obrony Hafiz al-Asad. W jego ocenie Suwajdani był jednym z głównych winnych klęski wojsk syryjskich. Według części źródeł Dżadid uważał, że Suwajdani zamierzał odsunąć go od władzy i sam doprowadził do jego aresztowania. Według innych Dżadid, pod naciskiem innych sunnickich oficerów z Hawranu, starał się bronić Suwajdaniego, jednak bez powodzenia. Według jeszcze innej wersji al-Asad, dążąc do pozbycia się Suwajdaniego, nie kierował się merytoryczną oceną dowodzenia przez niego wojskami w 1967, ale zamierzał usunąć z ważnego stanowiska osobę związaną z Dżadidem (który źle oceniał efekty działań Suwajdaniego, ale nie na tyle, by zarzucać mu wystąpienie antyrządowe), a zastąpić ją własnym protegowanym. Za taką oceną przemawia fakt, że nowym szefem sztabu został wieloletni przyjaciel al-Asada Mustafa Talas.
W sierpniu 1968 Suwajdani został oskarżony o udział w spisku antyrządowym, zbiegł jednak do Bagdadu i otrzymał w Iraku azyl polityczny. Prawdopodobnie oskarżenia te nie były bezpodstawne, gdyż wojskowy był rozczarowany usunięciem ze stanowiska szefa sztabu. W Iraku nawiązał kontakt z Michelem Aflakiem, dawnym przywódcą partii Baas, który musiał opuścić Syrię po 1966. Rok później został aresztowany, gdy podróżował z Bagdadu do Kairu. Zarzucono mu spiskowanie przeciwko władzom Syrii przy współpracy z gen. Aminem al-Hafizem, który od 1967 również przebywał w Iraku. Suwajdani pozostał w więzieniu do 1994. Zmarł wkrótce po zwolnieniu.